# Bombový útok v Péšávaru (28. říjen 2009)
Bombový útok v Péšávaru ze dne 28. října 2009 byl spáchán v pákistánském městě Péšávar. Došlo k němu na tržnici známé jako Mina Bazar, určené pouze pro ženy a děti. Exploze usmrtila přes 100 osob a dalších více než 200 lehce či těžce zranila a událost se tak stala nejkrvavějším teroristickým útokem v péšávarské historii. Pákistánská vláda se domnívá, že za útokem stálo teroristické hnutí Taliban, ten však své zapojení i spolu s Al-Káidou odmítl. Útoku se dostalo celosvětového odsouzení.

## Útok
Dle sdělení Miana Iftikhara, ministra informací Severozápadní pohraniční provincie, většinu obětí tvořily ženy a děti, které se nacházeli v části Peepal Mindi vyhrazené pro nákupy žen. Nálož byla odpálena v automobilu, zaparkovaném na parkovišti před tržnicí. Dle sdělení zasahujícího pyrotechnika Shafqatullaha Malika činila hmotnost nálože před výbuchem přibližně 150 kg. Výbuch vyvolal rozsáhlý požár mnoha obchodů, především těch, které nabízely zboží hořlavého charakteru, což dále umocnilo již tak velké škody na životech a majetku. Bylo konstatováno, že tento útok byl nejkrvavější od tzv. Bombového útoku v Karáčí z roku 2007 a nejkrvavější v historii města Péšávar. Předpokládalo se, že počet mrtvých z odhadovaných 90 ještě vzroste, neboť byly stále v běhu záchranné práce v sutinách zřícené čtyřpatrové budovy tržnice, která se v důsledku exploze zcela zhroutila; v důsledku exploze rovněž došlo ke zhroucení přilehlé mešity a navíc poškodila čtyři nedaleké čtyřpodlažní domy. Mezi oběťmi byla například i učitelka, která pro své děti nakupovala ošacení na zimu. Mnoho lidí, kteří samotný útok přežili, však zanedlouho svým vážným zraněním v nemocnici podlehlo. Mohammad Usman, jeden ze svědků útoku, o události vypověděl: „Najednou se ozvala ohlušující rána a na několik minut jsem takřka oslepl... zaslechl jsem křik žen a dětí a snažil jsem se jim pomoci. Ve vzduchu jsem cítil pach spáleného lidského masa.“ Na tržiště Meena Bazar obvykle chodí ženy z nižších příjmových skupin obyvatelstva. Pákistánská vláda se domnívá, že za útokem stálo hnutí Taliban, to však jakoukoli svou spojitost odmítlo.

## Reakce na útok
Ministryně zahraničí Spojených států amerických Hillary Clintonová, která byla v inkriminovou dobu na návštěvě Pákistánu, útok odsoudila s dovětkem, že organizátoři akce jsou „temnou stranou historie“. Poté dodala: „Budeme stát s lidem pákistánským ruku v ruce v jeho boji za mír a bezpečnost; poskytneme mu veškerou nezbytnou pomoc, která bude třeba k dosažení tohoto cíle.“

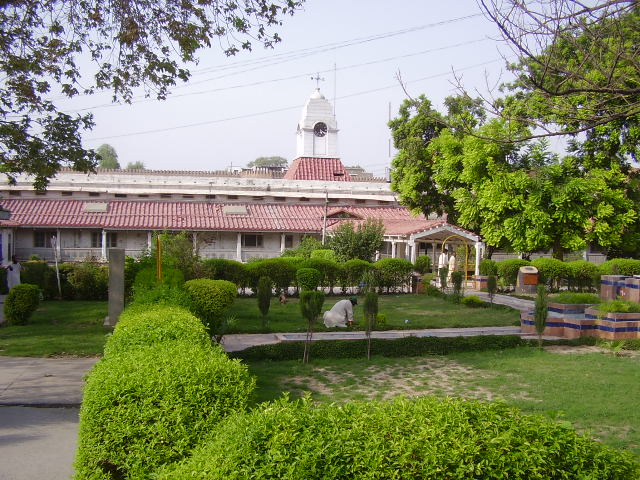
Většina raněných byla hospitalizována v nedaleké nemocnici Lady Reading Hospital

Mezitím byli do blízké nemocnice Lady Reading Hospital přiváženi první ranění, a vedení nemocnice vydalo oficiální veřejnou prosbu adresovanou k veřejnosti, aby darovala krev obětem útoku. Lékařská veřejnosti však později konstatovala, že politické autority nebyly na řešení následků útoku takového rozsahu dostatečně připraveny. Novinář Muzamil Hussain o tomto vypověděl: „Byla tam spousta raněných lidí. Policie ani vláda nám nepomohla, policie na nás dokonce zahájila výstražnou palbu.“ Jiný svědek uvedl, že se v Péšávaru bezpečnost spíše jen předstírala a že vláda není schopna podobným útokům zabránit.
Pákistánská vláda uznala, že bezpečnostní protiteroristická opatření nebyla dostatečná a Azam Khan, jeden z městských úředníků podotkl, že „péšávarská policie nemůže střežit vše“ a poté vysvětlil, jakým způsobem mohl útočník proniknout třístupňovým policejním bezpečnostním prstencem okolo města.
Péšavarská bezpečnostní koordinátorka Sahibzada Aneesová upozornila na značný nedostatek trénovaných hasičů a na nemožnost účinně přesunout vyprošťovací techniku do míst, kde jsou lidé zasypání sutinami, jelikož péšávarské ulice jsou značně úzké. Jeden z představitelů místní samosprávy uvedl, že davy lidí, které se shromáždily kolem místa exploze, navíc blokovaly průjezd zásahovým vozům: „Lidé se tlačili kolem místa výbuchu... velmi stěžovali úklid trosek zhroucených budov a znesnadňovali vyprošťování přeživsích osob ze sutin.“ Po výbuchu byly všechny obchody v tržnici okamžitě uzavřeny.

## Oficiální reakce
- Pákistán: Pákistánský prezident Asif Alí Zardárí spolu s ministerským předsedou Jusafem Razou Gilaním útok razantně odsoudili a vyzvali vládu k poskytnutí největší možné pomoci všem poškozeným.[12] Pákistánský ministr zahraničí Šáh Mahmúd Kureší sdělil, že: „Násilí vládě nezabrání v odvetě a naše rozhodnost a odhodlání nebude otřeseno. Lidé, kteří páchají tyto hnusné činy chtějí otřást naší rozhodností. Vzkazuji jim – my se z vás nezhroutíme. My vás porazíme. Porazíme vás, protože si přejeme mír a stabilitu Pákistánu.[13]
- Afghánistán: Afghánský prezident Hamíd Karzáí vyjádřil telefonicky soustrast pákistánskému prezidentovi a vyjádřil žal nad ztrátou nevinných životů.[1]
- Spojené státy: Americká ministryně zahraničí, která byla v inkriminovou dobu na návštěvě Pákistánu útok odsoudila s dovětkem, že organizátoři akce jsou „temnou stranou historie“.[5] Poté dodala: „Budeme stát s lidem pákistánským ruku v ruce v jeho boji za mír a bezpečnost; poskytneme mu veškerou nezbytnou pomoc, která bude třeba k dosažení tohoto cíle.“[11]
- OSN: Generální tajemník OSN Pan Ki-mun vyjádřil „pohnutí nad ztrátou tolika nevinných životů... v žádném případě nelze ospravedlnit takový nehumánní projev násilí“.[14]